# Donja Bunuša
Donja Bunuša je naselje u gradu Leskovcu, Jablanički upravni okrug, Srbija. Prema popisu iz 2022. godine u Donjoj Bunuši je živjelo 275 stanovnika.